# Mühlhausen-Ehingen
Mühlhausen-Ehingen är en kommun i Landkreis Konstanz i regionen Schwarzwald-Baar-Heuberg i Regierungsbezirk Freiburg i förbundslandet Baden-Württemberg i Tyskland. 
Kommunen bildades 1 januari 1974 genom en sammanslagning av kommunerna Ehingen och Mühlhausen.
Kommunen ingår i kommunalförbundet Engen tillsammans med städerna Aach och Engen.